# Australiska öppna 2017
| Roger Federer och Serena Williams, mästare i herr- respektive damsingel 2017. |  | Roger Federer och Serena Williams, mästare i herr- respektive damsingel 2017. |
| Roger Federer och Serena Williams, mästare i herr- respektive damsingel 2017. |  |                                                                               |

Australiska öppna 2017 (engelska: 2017 Australian Open) var 2017 års första Grand Slam-turnering i tennis. Turneringen spelades i Melbourne i Australien mellan den 16 och 29 januari 2017. Detta var den 105:e upplagan av tävlingen. Turneringen var öppen för professionella spelare i singel, dubbel och mixed dubbel samt för juniorer och rullstolsburna spelare i singel och dubbel. Tävlingen var en del av WTA- och ATP-touren. 

## Tävlingar

### Herrsingel

#### Seedade spelare
| 1. Andy Murray (Fjärde omgången) 2. Novak Đoković (Andra omgången) 3. Milos Raonic (Kvartsfinal) 4. Stan Wawrinka (Semifinal) 5. Kei Nishikori (Fjärde omgången) 6. Gaël Monfils (Fjärde omgången) 7. Marin Čilić (Andra omgången) 8. Dominic Thiem (Fjärde omgången) 9. Rafael Nadal (Final) 10. Tomáš Berdych (Tredje omgången) 11. David Goffin (Kvartsfinal) 12. Jo-Wilfried Tsonga (Kvartsfinal) 13. Roberto Bautista Agut (Fjärde omgången) 14. Nick Kyrgios (Andra omgången) 15. Grigor Dimitrov (Semifinal) 16. Lucas Pouille (Första omgången) | 1. Roger Federer (Mästare) 2. Richard Gasquet (Tredje omgången) 3. John Isner (Andra omgången) 4. Ivo Karlović (Tredje omgången) 5. David Ferrer (Tredje omgången) 6. Pablo Cuevas (Första omgången) 7. Jack Sock (Tredje omgången) 8. Alexander Zverev (Tredje omgången) 9. Gilles Simon (Tredje omgången) 10. Albert Ramos-Viñolas (Första omgången) 11. Bernard Tomic (Tredje omgången) 12. Feliciano López (Första omgången) 13. Viktor Troicki (Tredje omgången) 14. Pablo Carreño Busta (Tredje omgången) 15. Sam Querrey (Tredje omgången) 16. Philipp Kohlschreiber (Tredje omgången) |

### Damsingel

#### Seedade spelare
| 1. Angelique Kerber (Fjärde omgången) 2. Serena Williams (Mästare) 3. Agnieszka Radwańska (Andra omgången) 4. Simona Halep (Första omgången) 5. Karolína Plíšková (Kvartsfinal) 6. Dominika Cibulková (Tredje omgången) 7. Garbiñe Muguruza (Kvartsfinal) 8. Svetlana Kuznetsova (Fjärde omgången) 9. Johanna Konta (Kvartsfinal) 10. Carla Suárez Navarro (Andra omgången) 11. Elina Svitolina (Tredje omgången) 12. Timea Bacsinszky (Tredje omgången) 13. Venus Williams (Final) 14. Jelena Vesnina (Tredje omgången) 15. Roberta Vinci (Första omgången) 16. Barbora Strýcová (Fjärde omgången) | 1. Caroline Wozniacki (Tredje omgången) 2. Samantha Stosur (Första omgången) 3. Kiki Bertens (Första omgången) 4. Shuai Zhang (Andra omgången) 5. Caroline Garcia (Tredje omgången) 6. Darija Gavrilova (Fjärde omgången) 7. Darja Kasatkina (Första omgången) 8. Anastasija Pavljutjenkova (Kvartsfinal) 9. Tímea Babos (Första omgången) 10. Laura Siegemund (Första omgången) 11. Irina-Camelia Begu (Andra omgången) 12. Alizé Cornet (Andra omgången) 13. Monica Puig (Andra omgången) 14. Jekaterina Makarova (Fjärde omgången) 15. Julia Putintseva (Andra omgången) 16. Anastasija Sevastova (Tredje omgången) |

### Herrdubbel

#### Seedade spelare
| 1. Pierre-Hugues Herbert / Nicolas Mahut (Kvartsfinal) 2. Jamie Murray / Bruno Soares (Första omgången) 3. Bob Bryan / Mike Bryan (Final) 4. Henri Kontinen / John Peers (Mästare) 5. Feliciano López / Marc López (Tredje omgången) 6. Raven Klaasen / Rajeev Ram (Andra omgången) 7. Łukasz Kubot / Marcelo Melo (Tredje omgången) 8. Daniel Nestor / Édouard Roger-Vasselin (Andra omgången) | 1. Ivan Dodig / Marcel Granollers (Kvartsfinal) 2. Treat Huey / Max Mirnyj (Andra omgången) 3. Jean-Julien Rojer / Horia Tecău (Tredje omgången) 4. Vasek Pospisil / Radek Štěpánek (Första omgången) 5. Mate Pavić / Alexander Peya (Första omgången) 6. Juan Sebastián Cabal / Robert Farah (Tredje omgången) 7. Rohan Bopanna / Pablo Cuevas (Andra omgången) 8. Dominic Inglot / Florin Mergea (Tredje omgången) |

### Damdubbel

#### Seedade spelare
| 1. Caroline Garcia / Kristina Mladenovic (Semifinal) 2. Bethanie Mattek-Sands / Lucie Šafářová (Mästare) 3. Jekaterina Makarova / Jelena Vesnina (Kvartsfinal) 4. Sania Mirza / Barbora Strýcová (Tredje omgången) 5. Martina Hingis / Coco Vandeweghe (Andra omgången) 6. Chan Hao-ching / Chan Yung-jan (Första omgången) 7. Julia Görges / Karolína Plíšková (Första omgången) 8. Vania King / Jaroslava Sjvedova (Tredje omgången) | 1. Monica Niculescu / Abigail Spears (Första omgången) 2. Lucie Hradecká / Kateřina Siniaková (Första omgången) 3. Raquel Atawo / Xu Yifan (Kvartsfinal) 4. Andrea Hlaváčková / Peng Shuai (Final) 5. Katarina Srebotnik / Zheng Saisai (Tredje omgången) 6. Kiki Bertens / Johanna Larsson (Andra omgången) 7. Serena Williams / Venus Williams (Drog sig ur) 8. Darija Jurak / Anastasia Rodionova (Första omgången) |

### Mixed dubbel

#### Seedade spelare
| 1. Bethanie Mattek-Sands / Mike Bryan (Kvartsfinal, drog sig ur)) 2. Sania Mirza / Ivan Dodig (Final) 3. Andrea Hlaváčková / Édouard Roger-Vasselin (Första omgången) 4. Chan Hao-ching / Max Mirnyj (Första omgången) | 1. Chan Yung-jan / Łukasz Kubot (Andra omgången) 2. Kateřina Siniaková / Bruno Soares (Andra omgången, drog sig ur)) 3. Lucie Hradecká / Radek Štěpánek (Första omgången) 4. Barbora Krejčíková / Rajeev Ram (Första omgången) |